# Viggo Kramme
Viggo Kramme (født 14. august 1905 i Hjørring, død 17. august 1984) var en dansk direktør.
Han dannede i 1937 sammen med den nyuddannede civilingeniør Karl Gustav Zeuthen Skandinavisk Aero Industri, med hjælp fra den flyinteresserede civilingeniør Gunnar Larsen. 
Viggo Kramme var uddannet flytekniker i Marinens Flyvevæsen og havde oprettet et lille flyværksted på Kastrup Lufthavn.
På bestilling af dagbladet Berlingske Tidende skulle han fremstille et fly, en såkaldt himmellus (Pou de Ciel). Opgaven blev udført, men han var ikke tilfreds med resultatet,og flyet blev senere skrottet.
Skandinavisk Aero Industri, der eksisterede til 1957, er den eneste virksomhed, der har bygget fly i Danmark.